# روبين داريو غوميز
روبين داريو غوميز (بالإسبانية: Rubén Darío Gómez)‏ هو دراج كولومبي، ولد في 3 مارس 1940 في Chinchiná, Caldas ‏ في كولومبيا، وتوفي في 23 يوليو 2010 في بيريرا في كولومبيا.

## وصلات خارجية
- روبين داريو غوميز على موقع أرشيف الدراجات (الإنجليزية)
- روبين داريو غوميز على موقع إحصائيات الدراجات الإحترافية (الإنجليزية)
- روبين داريو غوميز على موقع أوليمبيديا (الإنجليزية)